# EF Education First
EF Education First (ook afgekort als EF) is een internationaal taalonderwijsbureau dat verschillende taalcursussen aanbiedt, waaronder taalreizen, taalkampen en internationale voorbereidingsprogramma's voor Engelse universiteiten. Ook een volledig studiejaar in het buitenland is mogelijk, bijvoorbeeld aan een Amerikaanse High School. EF is gespecialiseerd in culturele uitwisselingsprogramma's waarbij deelnemers twee weken tot een jaar studeren in het buitenland.
EF is een onderwijsinstelling met meer dan 500 eigen scholen en kantoren in 50 landen, onder andere in Amsterdam, Antwerpen en Brussel. Anno 2020 heeft het bedrijf volgens eigen opgave 52.000 werknemers: 24.500 algemeen personeel, 13.500 voltijds onderwijsmedewerkers en 14.000 leraren in deeltijd. EF biedt taalcursussen aan in acht talen: Engels, Spaans, Duits, Italiaans, Frans, Japans, Koreaans en Chinees (Mandarijn). EF is in 1965 onder de naam Europeiska Ferieskolan (Europese Vakantieschool) opgericht in de Zweedse stad Lund. De oprichter was de 23-jarige Zweed Bertil Hult. In 2017 was EF nog steeds in handen van de familie Hult. Het hoofdkantoor is gevestigd in Luzern, Zwitserland.
EF lanceert ieder jaar de EF EPI (English Proficency Index), die van niet-moedertaalsprekers uit 72 landen de beheersing van het Engels uitdrukt in een score.

## Sport
Sinds 2018 is EF Education First hoofdsponsor van de wielerploeg EF Education First Pro Cycling.